# Linn’s Stamp News
«Linn's Stamp News» («Линнз стэмп ньюс», переводится как «Филателистические новости от Линна») — издающийся в США еженедельный журнал для филателистов, оплаченный тираж которой составляет почти 45 000 (по состоянию на 2003 год). Публикуется издательством Amos Press, Inc., которое также издаёт каталоги почтовых марок «Скотт».

## Описание
На первой странице газеты размещаются главные новости мира почтовых марок, включая значительные новые выпуски марок по всему миру, крупные филателистические аукционы раритетов, значительные новые находки, филателистические дискуссии и забавные факты, например, высокая цена, уплаченная за очевидную фальшивку, выставленную на продажу на интернет-аукционе eBay.
Кроме того, внутри каждого выпуска еженедельника приводится ещё ряд новостных сюжетов, обычно представляющих ограниченный интерес и (или) носящих специализированный характер. Однако основной объём занимают около десятка статей и ещё около двадцати рубрик.
Многие статьи более детально освещают традиционные филателистические темы, такие как авиапочта или почтовые штемпели.
Значительная часть материалов посвящена американской филателии или темам, так или иначе связанным с США. Таким образом, содержание издания ориентировано на американских подписчиков, составляющих основную долю всех читателей газеты.

## История и современность

Один из предыдущих дизайнов газеты «Linns Stamp News» (номер за 31 марта 2003 года)

Газета была основана в 1928 году под названием «Linn's Weekly Stamp News» Джорджем Уордом Линном (1884—1966), известным филателистом и изготовителем художественных конвертов (в том числе конвертов первого дня). Первый номер газеты вышел в свет в понедельник, 5 ноября 1928 года, в городе Колумбус (Огайо). В январе 1932 года количество подписчиков уже насчитывало 10 000, а в апреле 1937 года — 18 000. Издание печаталось в типографии Linprint, отошедшей к Джорджу после смерти отца. Особенно успешно пошли дела у Линна и его издания в послевоенные годы. В октябре 1953 года тираж распространения составил 38 225 экземпляров.
С 1 июля 1969 года и по настоящее время газетой «Linn's» владеет и продолжает её выпускать компания Amos Press, Inc., владелец издательства Scott Publishing Co., которое также публикует ежемесячный журнал «Scott Stamp Monthly». Единственным значительным независимым конкурентом еженедельника «Linn's» в США является «Global Stamp News».
За многолетнюю историю еженедельника его объём, формат и оформление неоднократно менялись. Тираж достигал в 1978 году своего пика — 91 797 экземпляров, однако затем стал неуклонно снижаться, что было отражением общей тенденции уменьшения числа филателистов в США и во всём мире. Начиная с весны 2002 года газета стала выходить тиражом менее 50 тысяч экземпляров.
В 2006—2007 годах формат периодического издания снова изменился. Размер страниц был уменьшен в два этапа. Несмотря на использование мелкого шрифта, объём тематических статей соответственно уменьшился. Последним новшеством стало изменение техники печати, что позволило значительно расширить применение цвета.
С конца 1995 года «Linn’s» представлен в Интернете собственным веб-сайтом.

## Рубрики
В газете существуют следующие заслуживающие внимания рубрики:
- «Инсайдер» («The Insider»): рубрику ведёт Лес Виник (Les Winick); в ней освещается и анализируется закулисная политика, идёт ли речь о лоббистских организациях, спорящих о том, как оплатить счета какой-либо убыточной филателистической выставки, или о заключении в Вашингтоне сделок лоббистами прямой рассылки рекламы по почте.
- «Филателия на кухонном столе» («Kitchen Table Philately»): рубрику ведёт автор, скрывающийся под псевдонимом E. Rawolik (от слова «kiloware» — киловар, читаемого наоборот); в ней подробно сообщается о содержимом комплектов филателистической смеси (также известной как киловар), приобретённых у дилеров, рекламирующих свои услуги с помощью еженедельника, с использованием подсчётов и ценообразования, чтобы определить, продавалась ли какая-либо конкретная смесь по выгодной или по завышенной цене.
- «Форум коллекционера» («Collector's Forum») рассказывает о необычных почтовых марках или необычных случаях почтового обращения марок, о которых информируют озадаченные коллекционеры. В некоторых случаях сотрудники «Linn's» с лёгкостью дают ответы сами, в других — ответы дают другие коллекционеры в последующем «Дополнении к форуму» («Forum Update»).
- «Марки в Интернете» («Stamps on the Internet»): рубрика делает выборочный обзор филателистических интернет-ресурсов и аналогична колонке «Glassine Surfer» в журнале The American Philatelist.
- «Советы филателистического рынка» («Stamp Market Tips»): оповещается о марках, цены на которые растут и которые поэтому стоит купить.

Рубрики «Календарь филателистических событий» («Stamp Events Calendar») и «Календарь аукционов» («Auction Calendar») очень полезны при планировании посещения предстоящих мероприятий.
В конце газеты даётся обширный раздел коммерческих объявлений. Возможно, самым известным из тех, кто пользовался услугами этого раздела, является Майкл Делл, который продавал марки в этой рубрике в возрасте 12 лет, а позднее основал компанию Dell.